# アイドルランドプリパラ
『アイドルランドプリパラ』（Idol Land PriPara）は、タカラトミーアーツより配信されたスマートフォン（iOS / Android）用ゲームアプリ。2023年8月17日サービス開始。基本プレイ無料（アイテム課金制）。
2014年に稼働を開始したアーケードゲーム『プリパラ』のシリーズ作品で、アプリの開始に先駆けて同名のWebアニメ配信が行われている。
キャッチコピーは「み〜んなではじめるアイドルライフ！」。

## 概要
2014年7月にアーケードゲームの稼働を開始した『プリパラ』は2018年に後継機種の『キラッとプリ☆チャン』への代替わりによって一旦稼働終了となったが、根強い人気から2019年10月より稼働が再開された。その後、2020年5月にタカラトミーの決算発表で「子会社のタカラトミーアーツが『プリパラ』の新作アプリを開発中」であることが公表された。
同年9月20日にアプリのタイトルが『アイドルランドプリパラ』に決定したことが公表され、12月6日より事前登録を開始。『プリパラ』のアプリゲームは2016年9月から2018年3月まで配信された『プリパラ プリパズ』以来2作目で、2021年春期のリリースを予定していた。
2021年2月15日に「より良い品質のコンテンツを提供するため」として2021年夏期へのリリース延期を発表、同年7月5日にはアプリの品質向上を理由として2022年春期への再度延期を発表、2022年3月31日により良いゲーム内容とアプリの品質向上のため、2022年夏 - 秋期への延期が発表されている。同年10月26日には同様の理由で4度目の延期となった。具体的なスケジュールは同年12月頃に発表するとしていたが、同年12月に2023年春にサービススタートすることが発表された。しかし、2023年4月25日に、同様の理由で5度目のリリース延期が発表された。具体的なサービス開始時期は、同年6月頃に発表するとしていた。その後同年6月30日に、同年8月よりリリースされることが発表された。同年8月26日よりアプリリリース決定記念バーチャルライブ「ゆいのユメユメバーチャルライブ」がZ-aNで独占生配信される。
2023年8月17日にアプリはリリースされたが、アクセス集中によりマイキャラデータに関する負荷や通信量が高くなったことで、度重なるメンテナンスが実施された。翌18日にはユーザー参加による負荷テストが実施された後、23日までメンテナンスが延長されることになった。このメンテナンスが実施された後は、サーバー負荷を抑制するために当分の間入場者数を制限することになったため、プレイユーザーが自由にプレイすることができず不満が見られた。
2023年9月15日、「売買目的の不正アカウントの大量作成」への対策を一環として、マイキャラのニックネーム変更機能を当アプリから削除する措置が取られた。9月20日の定期メンテナンス終了後、当機能が削除された。
2024年7月10日をもってマギシステムへ運営移管された。

## あらすじ
クラスの片隅であまりモノの生活を送っているさえない高校一年生・香田澄あまりは、かつてキラキラのアイドルを目指していたものの、その夢を諦めていたが、ある日謎の小学六年生・らぁらと出会い、らぁらに連れられて「アイドルランドプリパラ」にやってきた。 
誰でもアイドルになれる夢の世界だったプリパラだが、実は「アイドルランド」へのアップデート失敗により、現実世界から切り離されてしまって消滅の危機に陥っており、更にはプリパラの完全消滅を防ぐ代償にらぁらの友人のゆいが封印されてしまった。
らぁらに「友達を助けて」と頼まれたあまりは、ゆいを復活させ、プリパラを再建させるために必要なキラキラを集めるべく、プリパラアイドルとしてデビューすることになってしまうが…。 女子プリと男プリのアイドルたちは閉じかけのゲートを開き、現実世界に戻ることができるのか？  

## 登場人物

### 前作から登場するキャラクター
真中 らぁら（まなか らぁら）
声 - 茜屋日海夏
誕生日 - 11月20日（ピザの日）
血液型 - O型
好きな食べ物 - ピザ、駄菓子
使用ブランド - Twinkle Ribbon（トゥインクルリボン）　
チャーム - ラブリー
前作『プリパラ』の主人公。『アイドルタイムプリパラ』ではもう一人の主人公で、 本作でもあまりと並ぶもう一人の主人公として引き続き登場する。 パラ宿女子プリパラ「女子プリ」で神アイドルとなったアイドルチームのSoLaMi♡SMILEのメンバーとなった小学6年生（私立パプリカ学園小学部）。前作『アイドルタイムプリパラ』の最終話でパパラ宿の任務を終え、別のプリパラ「女子プリ」 に派遣されることになった。
第2話ではパラ宿のプリパラでWITHの3人と再会した。
夢川 ゆい（ゆめかわ ゆい）
声 - 伊達朱里紗
誕生日 - 8月18日（米の日）
血液型 - AB型
好きな食べ物 - ご飯、わたあめ
使用ブランド - FantasyTime（ファンタジータイム）
チャーム - ラブリー
前作『アイドルタイムプリパラ』の主人公。私立アボカド学園に通う小学6年生（6年A組）。夢川ショウゴの妹でパパラ宿女子プリパラ「女子プリ」 のアイドルチームMY☆DREAMのメンバー。
本作では全プリパラのアップデートの失敗によって危機的状況にあった全プリパラを彼女のユメのパワーによって、完全な消滅自体は免れることになった。ところが、ユメエネルギーをプリパラに放出し続けていくことによって、仮眠状態に陥り、実質封印されてしまう。らぁら達はゆいの復活を目指してプリパラ再建に取り組んでいき、あまりを始めとする、かつてプリパラアイドルだった少女達が呼び出されていくことになる。
なお、舞台「DANPRI STAGE -アイドルランド・オブ・ザ・デッド-」によると、彼女のプリパラ外の肉体は無事らしく、自律して活動しているとされる。第3話にて詳しい内容が明かされ、兄と喧嘩しないどころか、兄ショウゴの発言から夢やプリパラ「女子プリ」のことを忘れて魂が抜けた状態であるとのこと。
第2話ではWITHとあまりのライブのパワー により、小型にデフォルメされた姿の「ミニゆい」として不完全ながら復活を果たした。ただし3分しか活動できず、それ以外はタッキーの中で眠っている。
第8話でライバルのしゅうかがプリパラ「女子プリ」に帰還。エヴァーゴールドのパワーによってキラキラが集まり、さらに今回はマリオによる妨害もなかったため夢パワーが解放されたが、わずかに大きく（他のスカウトマスコットとほぼ同じぐらいの大きさ）なっただけで、活動時間もたった3分増えただけの合計6分しか増えなかった。
第11話で行われたあまりとマリオの決闘の末、和解した2人が融合したアマリオン（後述）によりアイドルキーをユメ目に挿し込まれ、現実世界のゆいの肉体と融合した事でようやく完全復活を果たした。
虹色 にの（にじいろ にの）
声 - 大地葉
誕生日 - 3月14日（円周率の日、数学の日）
血液型 - A型
好きな食べ物 - あらゆるパン
使用ブランド - NeonDrop（ネオンドロップ）
チャーム - ポップ
私立アボカド学園に通う小学6年生（6年C組）。「MY☆DREAM」のメンバーのひとり。本作ではチームを組むゆい（前述）が眠り続けていることにより現状チームとしての活動が制限されている。
第4話ではビーチでのプロミスイベントデーにミーチルと、臨時でMY☆DREAMに入ることになったあまりとともに参加した。
幸多 みちる（こうだ みちる）／ミーチル
声 - 山田唯菜
誕生日 - 7月13日 （オカルト記念日）
血液型 - O型
好きな食べ物 - 麺類
使用ブランド - MeltyLily（メルティリリィ）
チャーム - クール
私立アボカド学園に通う中学2年生（2年2組）。にのと同じくチームの活動が制限されている。
第6話ではライブの音を聞くのが好きだというポォロロのためにガァルマゲドンと一緒に「ガァルマゲドン・ミ」としてライブを行った。
夢川 ショウゴ（ゆめかわ ショウゴ）
声 - 山下誠一郎
誕生日 - 11月23日（いい兄さんの日）
血液型 - AB型
好きな食べ物 - ご飯、クレープ
チャーム - ラブリー
前作『アイドルタイムプリパラ』のキャラクター。私立アボカド学園に通う中学2年生（2年2組）。夢川ゆいの兄でパパラ宿男子プリパラ「男プリ」のアイドルチームWITHのメンバー。女性のファンたちに人気がある。
本作第0話で妹のゆいがユメのパワーで全プリパラの出入り口を守って仮眠状態に陥っているのを目撃し、第2話ではキラキラのパワーを集めてゆいを救うため必死に歌い、不完全ながらゆいの復活に貢献した。ヤギの格好を着てパラ宿のプリパラに入ってゆいを訪ね、同時にらぁらたちと再会した。
華園 しゅうか（はなぞの しゅうか）
声 - 朝日奈丸佳
誕生日 - 10月17日（貯蓄の日）
好きな食べ物 - サラダ、フライドポテト
血液型 - B型
使用ブランド - RichVenus（リッチヴィーナス）
前作『アイドルタイムプリパラ』のキャラクターで、  元祖神アイドル・華園みあの妹で、本作では第0話で全プリパラのアップデート失敗による影響で、プリパラ  「女子プリ」  に関する記憶を失ってしまっている。 私立アボカド学園に通う小学6年生（6年A組）。一人称は「わたくし」で、普段はお嬢様口調、興奮すると名古屋弁を織り交ぜた独特の話し方をする。「アイドルタイム・イズ・マネー」が口癖だが、プリパラ 「女子プリ」からの記憶を失ってからは「アイドル」の言葉が抜けてしまっている。

### 本作から登場するキャラクター

#### 主要キャラクター
香田澄 あまり（かたすみ あまり）
声 - 飯田里穂
誕生日 - 2月29日（閏日）
血液型 - AB型
好きな食べ物 - わさびマヨネーズ
使用ブランド - Hysteric Bunny（ヒステリックバニー）
チャーム - ラブリー、クール
本作の主人公。パッパラ宿の私立バジリコ学園高等部の1年生。マリオの創造者。
自信が無く消極的な性格で、人付き合いも上手くできていないため、いつも教室の片隅でいつも余り者になるような学園生活を送っている。学校の寮は2人部屋なのだが、一人だけ屋根裏の小部屋を割り当てられている。
かつてはアイドルになる事を夢見ており、その理想のアイドル姿を描いた「アイドルノート」を所持している。しかし中学校入校時にアイドルになりたいと自己紹介したところ周囲から笑われ、それ以降消極的な性格が強くなった。アイドルノートには中学2年生の時にウサギ小屋のウサギを基にした厨二病を思わせる魔王のようなアイドルの絵も描かれている。以前はプリパラにも通っていたが、プリパラ 「男プリ＆女子プリ」 が現実世界から切り離されたことでプリパラ 「女子プリ」の存在を忘れていた。
部屋の中で見つけたアイドルノートを処分しようとしたところ、真中らぁらがそれを拾ったことをきっかけにプリパラを思い出し、プリパラアイドルとしてデビューをすることになる。
第1話では幼少期に華園しゅうかのライブをテレビで観ており、初ライブの後に「らぁらちゃんもゆいちゃんも応援してた小学生の時と全然変わっていなかった」と発言する等、『プリパラ』『アイドルタイムプリパラ』時点では小学生だったことを示唆する描写が存在する。

第7話ではマリオのことをらぁらたちに話した後、自分のせいでプリパラが大変なことになってしまったことに責任を感じ、自分の部屋に閉じこもり、アイドルノートを含めた中二病グッズを捨てて、もうプリパラに行くのを辞めようとするが、わさびマヨネーズをプリパラに置いてきたことに気づき、こっそり取りに行こうとしたところを罠をしかけていたペッパーに捕まり、そのままノンシュガーのレッスン場に招かれる。そして、「イガイガ虫のせいで元気をなくしたプリパラのために絶対ライブをしたい」というのんの逃げない気持ちとらぁらたちの温かい気遣いに立ち直り、アイドルノートは温存することにした。

第10話でマリオとの決闘に臨む。徹底的にマリオの存在を否定し続けたが、らぁらの言葉によりマリオを受け入れ、対決に勝利。マリオと融合し、究極合神アマリオンとなってアイドルキーをユメ目に挿し込むことでプリパラを救った。この際、マリオ共々消滅されそうになるが、マリオが分離した事で生還した。

普段は緑色のくせっ毛のショートヘアだが、プリパラでは青緑色のツインテールとなる。瞳の色は赤紫。
彼女のライブでは「サイリウムチェンジ」等の代わりに「サイリウムハリケーン」が発動し、衣装替えと同時に嵐を発生させて観客を巻き込む。ただし、他の人物との合同ライブではサイリウムチェンジを発動している。

究極合神アマリオン（きゅうきょくがっしんアマリオン）
決闘の末、あまりとマリオが融合した姿。
右半身があまり、左半身がマリオをベースとし、うさぎの耳と悪魔の翼を生やした魔神の姿をしており、両方の人格が併存している。この形態では自力で飛行可能。強烈な嵐を起こしながらサイリウムチェンジを行う「サイリウムテンペスト」によりアイドルキーを持ち上げ、「開け、奈落の扉。漆黒の翼広げ、我は目覚める!」の掛け声でユメ目に挿し込んだ。
マリオ
声 - 橘龍丸
好きな食べ物 - チョコレート
使用ブランド - Fullmetal Rabbit（フルメタルラビット）
チャーム - クール
男プリに突如現れた魔王を名乗るダークアイドル。口癖は「どーでもいいぜ」。
あまりのことが気になる。
第2話終盤に初登場。
第3話から本格的に登場。その姿を目撃しためがボーイからはボーカルドールの一種ではないかと問われたが、即座に否定している。その正体は、あまりが中学2年生の時にアイドルノートへ書き込んだデザインから生まれ実体化された男性キャラクター。また、2022年9月2日に行われた生オーディオコメンタリーにて、ボーカルドールではないので空を歩けるとも言われている。外見から分かる数少ない明確な他のボーカルドールとの違いとして、ヘッドホンは着けていない。 全プリパラをたびたび危機に追い込んだイガイガ虫が彼に呼応して大量出現している。しかし、同時に女子プリと男プリ両方に自由に入場できる。
茶色のショートヘアに、ハイライトの無い赤い瞳をしており、前髪で右目が隠れている。上半身に紫色の茨のタトゥーを入れている。その姿はあまりのアイドルノートに描かれていた魔王アイドルを彷彿させるものとなっている。思考や言動はアイドルノートに書かれた設定に縛られている。下着としていちごパンツを着用しており、これを指摘されると羞恥のため、しばらくウサギのぬいぐるみの姿に変わり無力化されてしまう弱点を持つ。所持しているギターは大型バイクに変形できるほか、黒いアイドルキーを連射する機能も持つ。このアイドルキーを受けた者は、やる気を失って無気力になってしまう。
舞台「DANPRI STAGE -アイドルランド・オブ・ザ・デッド-」にて、この誕生した謎の存在が自分の出自もわからないままアイデンティティのみを持った状態で放浪し、まずこの「あまりのキラキラアイドルノート」の切れ端に触れてしまった存在が無意識に彼の好むような中二病言動に染まってしまうこと、また最後あまりのライブを見て自分の名前を思い出したこと、等がわかっている。
ひびきとの対決を契機に女子プリに興味を示し、黒ヤギの格好を着てパラ宿の女子プリを訪ねた。同時にあまりと再会したが、あまりはマリオのことを覚えていなかった。マリオはあまりをキラッキラに変えた（と勝手に思い込んでいる）プリパラに恨みを持つようになり、女子プリ（プリパラ）とユメ目を破壊し、全てがどうでもいい世界にする行動に出る。その手始めとして、プリパラのライブ会場に乱入。上述の台詞と同時にライブの終わったガァルマゲドン・ミのキラキラをイガイガ虫で打ち消してしまい、プリパラに宣戦布告しながら会場を去っていった。
第8話では本格的にユメ目を破壊し始めるが、破壊するにはパワーが足りなかったのか失敗に終わっている。そこでマリオは再びダンプリアイドルたちを襲撃し始め、ついにはヤミプリのトップである「DARK NIGHTMARE」の大江戸シンヤにまで手をかける。マリオは「闇のパワーが上がった」と口述しているが、マリオがダンプリアイドルたちを無気力状態にしている理由は、自身の闇のパワーを上げるためのものだった。
第9話ではあまりとの融合を図るも、前記の弱点を指摘され、あまりのポォロロのマネージャー代役にされてしまい、放ったイガイガ虫もポォロロによって浄化されてしまう。この醜態を省みて、第10話でいちごパンツ一丁の姿でダンプリ広場に立って怒りのコントロールを図る事で設定や弱点の克服に成功し、プリパラを滅亡寸前まで追い込むが、事件の責任を取るべく立ち上がったあまりと決闘になる。最終的に自分の存在を受け入れたあまりと和解し、アマリオンとなってユメ目にアイドルキーを挿し込むが、アイドルキーが闇のパワーを拒絶した事で消されそうになり、プリパラが好きなあまりの意向を汲んで自ら分離し、消滅していった。

彼のライブでは「サイリウムチェンジ」等に相当するものとして「サイリウムトルネード」が発動。上半身の衣装が弾け、刺青が輝く仕様になり、あまりと同様に竜巻で観客を巻き込む。

#### DARK NIGHTMARE (ダークナイトメア)
ダンプリのアイドルユニット。元々は2020年12月に行われた舞台「WITH by IdolTimePripara」のオリジナルキャラクターで、声は舞台版の俳優が引き続き担当している。
かつてはWITHの高瀬コヨイも所属していた。名前はコヨイと同じく、夜に関連するネーミングになっている。
大江戸シンヤ
声 - 河合健太郎
ピーマン商業高校2年生。男子プリパラ「男プリ」の裏通りのマンホールをくぐった下に存在する地下ステージ「ヤミプリ」のトップとして活躍するアイドル。
『WITH by IdolTimePripara』 によると、パラ宿の「にんじゃもんじゃ」に行ったことがある。また、パラ宿のプリパラ「女子プリ 」のアイドルの存在を知っているらしい。

ウシミツ
声 - 鵜澤正太郎
ピーマン商業高校1年生。 普段は冷静。男プリ内ではネガティブ。
男子プリパラ「男プリ」の裏通りのマンホールをくぐった下に存在する地下ステージ「ヤミプリ」のトップとして活躍するアイドル。
イピリスのダパプールの貴族出身であるため、微妙に英語交じり。
『WITH by IdolTimePripara』 によると、忍者にあこがれており、一人称を「拙者」にしている。その修行を乞うている相手がドロシー・ウェスト、レオナ・ウェストの父親、という同じくエセ忍者である。この修行のためにわざわざパラ宿に来てまで「にんじゃもんじゃ」でアルバイトしている。DressingPaféのドロシー・ウェストとレオナ・ウェストの2人とは知り合いで、時々二人の命令に従うことがある。また、パラ宿のプリパラ「女子プリ」のアイドルの存在を知っている。

#### その他
ポォロロ
声 - 林鼓子
使用ブランド - Garland Gate（ガーランドゲート）
チャーム - プレミアム
昔からプリパラの森に棲んでいた少女。10mを超える巨大な体躯が特徴で、ボーカルドールに似た服装をしている。
その巨体ゆえに他人とまともに交流できず、本人も口下手で「友達」の概念を知らなかったため、森の動物達と暮らしていたが、遠くからライブの音を聞くのを好む。その笑顔でイガイガ虫をクスクス虫へと浄化する特殊能力を持つ。

## スタッフ
- 原作 - タカラトミーアーツ、シンソフィア
- 企画 - 芳村武郎・大庭晋一郎（タカラトミーアーツ）、加藤大典（シンソフィア）
- 開発ディレクター - 山内一弘（マギシステム）、上野真二・小波津キヨミ（グリーンフィールズ）
- 運営ディレクター - 阿久津喬保・小城眞樹（ウィットワン）
- キャラクターデザイン - 金谷有希子（シンソフィア）
- アートデザイン - 櫻井明香・金谷有希子・濱田加南・小松優・梨本裕美（シンソフィア）
- サウンドデザイン - 菅原幸枝
- 3Dモーション協力 - 乙部善弘（タツノコプロ）
- プロデューサー - 芳村武郎・大庭晋一郎（タカラトミーアーツ）、加藤大典（シンソフィア）、山科泰志・浅野塁（ウィットワン）
- エグゼクティブプロデューサー - 宇佐美博之（タカラトミーアーツ）、吉田秀司（シンソフィア）

## Webアニメ
アプリの事前登録開始と同日の12月6日には、同名のWebアニメ『アイドルランドプリパラ』が2021年春にスタートする予定も発表された。テレビアニメ第2作『アイドルタイムプリパラ』が2018年3月に終了して以来3年ぶりの新作となり、メインスタッフは第1作『プリパラ』および『アイドルタイム』の陣容が続投するが、前作に関与していたDONGWOO A&Eは本作に関与せずにタツノコプロ単独で制作が行われるため、各話スタッフは交代している。
時系列は『アイドルタイム』終了後であるが、過去作から登場するキャラクターは『プリパラ』2ndシーズン以降の年齢のままとなっている。
こちらもアプリ版と同様の理由で、配信を2021年夏に延期することが発表された。その後、同年8月18日に第1話、9月1日に第0話がそれぞれ先行配信された。本配信は同年11月26日から開始した。第2話については2022年1月12日から先行配信された。
第4話以降はゲームアプリ上で配信する形となっており、第5話 - 第9話はマンスリーパス加入者は本来の配信日の1週間前に先行配信された（マンスリーパス終了のため、第10話以降は先行配信は実施せず）。なお、第4話についてはアプリのリリース直後のメンテナンスが長時間実施された関係で、YouTubeでも公開された。
2024年4月24日配信の第12話をもって一旦完結となった。

### スタッフ（Webアニメ）
- 原作 - タカラトミーアーツ、シンソフィア
- 原案 - シン・オオバ[注 3]
- 監督 - 森脇真琴
- シリーズ構成 - 土屋理敬
- キャラクター原案 - 金谷有希子
- サブキャラクター原案 - 小松優（第0 - 3・5・10 - 12話）、梨本裕美（第0・3・5・8・10 - 12話）
- キャラクターデザイン - 原将治
- サブキャラクターデザイン - 宮川知子
- プロップデザイン - 仲田美歩、山崎健志、斉藤里枝
- 色彩設計 - 赤間三佐子
- CGディレクター - 乙部善弘
- 美術設定 - 上原竜太・太田英明（全話）、大嶋健太（第2・3・5・7・11・12話）、下重寿人（第2・3・5・7・10 - 12話）、天水勝（第2・5話）、長谷部葵（第2・5・10・12話）、高橋麻穂（第6・7・9・12話）
- 撮影監督 - 柏木健太郎（第0話）、小島慎太朗（第1話 - ）
- 編集 - 坂本雅紀
- 音響監督 - 長崎行男
- 音楽 - 石塚玲依
- 音楽制作 - avex pictures
- アニメーションプロデューサー - 金子未来
- プロデューサー - 藤原彩花、木村奈緒子、亀上楓、宮下哲平
- エグゼクティブプロデューサー - 大庭晋一郎（全話）、中村剛之（第0 - 8・11話）
- アニメーション制作 - タツノコプロ
- 製作 - タカラトミーアーツ

### 主題歌

#### オープニング・エンディング
本作品では専用の映像が用意されているのはオープニングのみで、エンディングは第12話を除き、主に各話のダイジェスト映像にスタッフロールを流す形式となっている。
「OPEN DREAM LAND!」
オープニングテーマ。作詞は松井洋平、作曲は本多友紀、編曲は酒井拓也。歌はSoLaMi♡SMILE。
第0・4話では挿入歌、第1話ではエンディングテーマとして使用。
「Make it!」
第0話のエンディングテーマ。作詞は森月キャス、作曲・編曲は渡辺徹、歌はSoLaMiDressing。
「カオティックハリケーン」
第2話のエンディングテーマ。作詞・作曲・編曲はTAMATE BOX。歌は香田澄あまり（飯田里穂）。
第1・2・11話では挿入歌として使用。
「チョコレートアイスクリーム・トルネード」
第3話のエンディングテーマ。作詞・作曲・編曲は川崎智哉。歌はマリオ（橘龍丸）。
第3・5・11話では挿入歌として使用。
「My Way Star☆」
第4話のエンディングテーマ。作詞は松井洋平、作曲・編曲は伊藤和馬。歌はDressing Pafé。
第4話では挿入歌として使用。
「嘘つきはTomorrowの始まり」
第5話のエンディングテーマ。作詞はマイクスギヤマ、作曲・編曲は石塚玲依。歌は紫京院ひびき（斎賀みつき）。
第5話では挿入歌として使用。
「し〜くれっと!ラタトゥイユ」
第6話のエンディングテーマ。作詞は真崎エリカ、作曲は矢鴇つかさ、編曲は脇眞富。歌はガァルマゲドン・ミ。
第6話では挿入歌として使用。
「スパイシー♪ホット＊ケーキ!!!」
第7話のエンディングテーマ。作詞は松井洋平、作曲・編曲は本多友紀。歌はNonSugar。
第7話では挿入歌として使用。
「リープ・トゥ・ザ・ゴールデン・イヤー!!!」
第8話のエンディングテーマ。作詞は松井洋平、作曲は本多友紀、編曲は脇眞富。歌はEVER GOLD。
第8話では挿入歌として使用。
「ポォロン♪あまやどりのうた」
第9話のエンディングテーマ。作詞は藤原優樹、作曲・編曲は高橋涼。歌は香田澄あまり（飯田里穂）、ポォロロ（林鼓子）。
第9話では挿入歌として使用。
「オールアイドル組曲 プリシャス♪」
第10話のエンディングテーマ。作詞は三重野瞳、作曲・編曲は石塚玲依。歌はプリパラ☆オールアイドル's。
第10話では挿入歌として使用。
「究極合神アマリオン—破滅と想像の狂想曲—」
第11話のエンディングテーマ。作詞・作曲・編曲は川崎智哉。歌は香田澄あまり（飯田里穂）、マリオ（橘龍丸）。
第11話では挿入歌として使用。
「ピュア・ハート・カレンダー」
第12話のエンディングテーマ。作詞は真崎エリカ、作曲は本多友紀、編曲は脇眞富。歌はMY☆DREAM。
第12話では挿入歌として使用。

#### 挿入歌
「Giraギャラティック・タイトロープ」
第2話で使用。作詞は児玉雨子、作曲はmichitomo、編曲はKOJI Oba。歌はWITH。
「好きにしてI-I-Z-E」
第3話で使用。作詞は児玉雨子、作曲はmichitomo、編曲はKOJI Oba。歌はWITH。
「DARKNESS SOUL」
第3話で使用。作詞はma-saya、作曲・編曲は川崎智哉。歌はDARK NIGHTMARE。
「0-week-old」
第10話で使用。作詞は三重野瞳、作曲・編曲は片桐周太郎。歌はファルル（赤﨑千夏）。
「パルプス・ノンフィクション♪」
第12話で使用。作詞は松井洋平、作曲・編曲は矢鴇つかさ。歌は緑風ふわり（佐藤あずさ）。

### 各話リスト
| 話数 | サブタイトル                                      | 脚本       | 絵コンテ     | 演出             | 作画監督                                                          | 総作画監督                      | プリパラ ライブ演出 | 美術ボード      | 美術監督        | 本配信日        |
| ---- | ------------------------------------------------- | ---------- | ------------ | ---------------- | ----------------------------------------------------------------- | ------------------------------- | ------------------- | --------------- | --------------- | --------------- |
| #00  | アイドルランド始めちゃいました！                  | 土屋理敬   | 森脇真琴     | 加藤大志         | 瀧澤茉夕 中山和子 飯飼一幸 山崎千絵 ビート                        | 原将治 斉藤里枝 川島尚          | 佐藤まさふみ        | 合六弘          | 里見篤          | 2021年 11月27日 |
| #01  | アイドルあまりました！                            | 土屋理敬   | 森脇真琴     | 佐藤友一         | 山村俊了 清水博幸 川瀬まさお                                      | 原将治 斉藤里枝 川島尚 那花優統 | 佐藤まさふみ        | 合六弘          | 里見篤          | 11月26日        |
| #02  | あまりにもプロミス！                              | 福田裕子   | 森脇真琴     | 森脇真琴         | 野上慎也 西山華怜                                                 | 原将治 斉藤里枝 川島尚 那花優統 | 佐藤まさふみ        | 合六弘          | 里見篤          | 2022年 3月3日   |
| #03  | サブタイトル？どーでもいいぜ！                    | 土屋理敬   | 徳野雄士     | 黒瀬大輔         | 山田香央里 木下由美子 西川真人                                    | 原将治 斉藤里枝 川島尚 那花優統 | 佐藤まさふみ        | 中村嘉博 邱文美 | 中村嘉博 邱文美 | 2023年 3月1日   |
| #04  | アイドルだらけのビーチファイト！ あまりもいるよ！ | 大場小ゆり | 誌村宏明     | まつもとよしひさ | 清水博幸 YAN CHANG 桜井木の実                                     | 斉藤里枝 川島尚 那花優統        | 佐藤まさふみ        | 合六弘          | 里見篤          | 8月17日         |
| #05  | ひびきvsマリオ！男プリ美化計画！                  | 福田裕子   | 松園公       | まつもとよしひさ | 那花優統 山﨑健志 桜井木の実 Sen 池津寿恵                         | 斉藤里枝 川島尚                 | 佐藤まさふみ        | 中村嘉博 邱文美 | 中村嘉博 邱文美 | 9月6日          |
| #06  | 黒ヤギさんと泣き虫さんが呪いの森で…               | 大場小ゆり | 誌村宏明     | 黒瀬大輔         | 李小雷 劉軍 施国平 朱央 陳潔瓊 胡威 誠宇                          | 原将治 斉藤里枝 川島尚 那花優統 | 佐藤まさふみ        | 中村嘉博 邱文美 | 中村嘉博 邱文美 | 10月4日         |
| #07  | どーでもよくないノンシュガー                      | 福田裕子   | 麦野アイス   | 伊藤浩           | 西山華怜 野上慎也 林隆祥 児玉和子                                 | 斉藤里枝 川島尚 那花優統        | 佐藤まさふみ        | 中村嘉博 邱文美 | 中村嘉博 邱文美 | 11月1日         |
| #08  | しゅうかを収穫するがいや！                        | 土屋理敬   | 誌村宏明     | 室谷靖           | 榎本花子 大前祐美子 前田綾                                        | 原将治 斉藤里枝 川島尚 那花優統 | 佐藤まさふみ        | 中村嘉博 邱文美 | 中村嘉博 邱文美 | 11月29日        |
| #09  | 超大型新人爆誕！はずかちー！                      | 大場小ゆり | 佐藤まさふみ | 佐藤まさふみ     | 藤﨑賢二                                                          | 斉藤里枝 川島尚 那花優統        | 佐藤まさふみ        | 中村嘉博 邱文美 | 中村嘉博 邱文美 | 2024年 1月1日   |
| #10  | イガイガ・ウォー                                  | 大場小ゆり | 渡辺健一郎   | 渡辺健一郎       | 秋津達哉                                                          | -                               | 菱田正和            | 中村嘉博 邱文美 | 中村嘉博 邱文美 | 2月15日         |
| #11  | 勢いあまってダイッキライブ！                      | 土屋理敬   | 佐藤まさふみ | 佐藤まさふみ     | Ho Sungjin Lee Jongman 杉本幸子 北條直明 鵜池一馬 岩崎亮 園田大勢 | 斉藤里枝 川島尚 那花優統        | 佐藤まさふみ        | 中村嘉博 邱文美 | 中村嘉博 邱文美 | 3月27日         |
| #12  | あまりあまらない！ み〜んなのマイドリーム！       | 福田裕子   | 森脇真琴     | 髙林久弥         | 秋津達哉                                                          | -                               | 京極尚彦            | 中村嘉博 邱文美 | 中村嘉博 邱文美 | 4月24日         |

## 舞台
『DANPRI STAGE -アイドルランド・オブ・ザ・デッド-』（ダンプリステージ アイドルランド・オブ・ザ・デッド）のタイトルで、2022年3月3日から6日までヒューリックホール東京にて全7公演が行われた。
前作『WITH by IdolTimePripara』と同様、WITHを主役とした舞台作品となる。本作ではアニメ版『アイドルランドプリパラ』と同時期の出来事として位置付けられている。
キャスト
- 夢川ショウゴ - 山下誠一郎
- 三鷹アサヒ - 小林竜之
- 高瀬コヨイ - 土田玲央
- シンヤ - 河合健太郎
- ウシミツ - 鵜澤正太郎
- めが兄ぃ - 大橋典之
- アンサンブル - 吉田哲也、三本木大輔、小結湊仁、石田哲也、速川大弥、真﨑傑

スタッフ
- 原作 - タカラトミーアーツ、シンソフィア
- 原案 - 福田裕子
- 原案監修 - 森脇真琴
- 脚本/演出 - 村井雄（KPR/開幕ペナントレース）
- 美術 - 乘峯雅寛
- 技術監督 - 寅川英司
- 舞台監督 - 佐光望
- 演出部 - 多和田仁、金子静香、黒瀬有美
- 大道具 - 森島靖明（俳優座劇場）
- 小道具 - 平野雅史、翁長聖菜
- 照明 - 斉藤喜和 大波多秀起
- 音響 - 野中明（PROFIT）
- 衣装 - DATTO
- ヘアメイク - 小川万理子（do:t）
- ヘアメイク進行 - 平野真友美（do:t）、工藤有莉
- 振付 - FunX（ファンクス）
- 歌唱指導 - 設樂咲枝
- アクション - 下川真矢（B.O.S Action Unity）
- アクション補佐 - 原隆太（B.O.S Action Unity）
- 演出助手 - 高崎拓郎（KPR/開幕ペナントレース）
- 宣伝美術 - 五島英一（GEEK）
- 制作 - Office ENDLESS